# Карбін
Карбі́ни — кристалічна лінійна модифікація вуглецю. Карбіни — електронейтральні сполуки одновалентного атома вуглецю з вільною електронною парою та неспареним електроном.
|  |  |
В карбіні спостерігається лінійне розташування атомів, у вигляді ланцюжків. Він розподіляється на дві модифікацій: з кумульованими зв'язками =С=С=С= (β-карбін) і поліїновими зв'язками (α-карбін). Ці модифікації розрізняються за сполукою продуктів озонування.

## Історія виявлення карбіну
На початку 60-х років радянські хіміки В. В. Коршак, Ю. П. Кудрявцев, А. М. Сладков і В. І. Касаточкін каталітичним окисненням ацетилену синтезували «одномірний» полімер вуглецю і назвали його карбіном (корінь «карб» від carboneum — вуглець, а закінчення «ін» прийнято в органічній хімії для речовин, що містять потрійні зв'язки). Атоми вуглецю з'єднані в ланцюжок одинарними і потрійними зв'язками, які чергуються. Зовнішнім виглядом карбін: чорний дрібнодисперсний порошок, має напівпровідникові властивості.
Історія хімії знає чимало прикладів, коли яку-небудь речовину, отриману в лабораторії, знаходили потім у природі. Так сталося і з карбіном. У журналі «Science» було опубліковане повідомлення, що в кратері Ріс, розташованому недалеко від Мюнхена, науковці знайшли мінерал, який складається практично з чистого вуглецю. До загального подиву його структура нітрохи не нагадувала ні алмаз, ні графіт. А от з карбіном у нього багато спільного, і насамперед — однакова структура елементарної комірки. Правда, параметри граней ґратки різні, але величини їх кратні. Крім того, речовина з кратера Ріс сірого кольору. Такі розбіжності легко пояснюються хоча б з того погляду, що порівнювані сполуки — полімери, властивості яких значною мірою залежать від ступеня полімеризації. До того ж, якщо це не алмаз і не графіт, то йому нічим бути, крім як природним карбіном. Так воно і виявилося. Дифракція рентгенівських променів у вуглеці, знайденому в Баварії, і у вуглеці, синтезованому в лабораторії, практично однакова.

## Дослідження і перспективи застосування
Нещодавно вітчизняні вчені з графіту за допомогою лазерного променя ідентифікували мікрокристали білого карбіну. Науковці спробували було перетворити карбін в алмаз за перевіреною на графіті схемою, але це не вдалося. Теоретичні розрахунки говорять про найбільшу термодинамічну стійкість нової форми елементарного вуглецю. Крім того, очікується, що ниткоподібні кристали карбіна виявляться найміцнішими матеріалами на Землі.
Завдяки властивостям цієї структури їй пророкують широке застосування у майбутньому в мікроелектроніці, оптиці, мікрохвильовій і електричній технології, конструкції джерел струму і медицині. В усіх цих областях ключове значення має висока стабільність фізичних і хімічних властивостей. У зв'язку з цим викликає інтерес зміна поверхні карбіна в атмосфері повітря протягом декількох років, що пройшли після синтезу, а також його модифікація в умовах надвисокого вакууму. Електропровідність карбіну помітно зростає при освітленні. На цьому засновані перші практичні кроки по використанню нового матеріалу у техніці. Карбінові фотоелементи надійні аж до 500 °C, перевершуючи інші подібні прилади.